# Pietro Romani
Pietro Romani, né le 29 mai 1791 à Rome et mort le 11 janvier 1877 à Florence, est un chef d'orchestre, pédagogue musical et compositeur italien. Il est l'oncle de Carlo Romani.

## Biographie
Il fait ses études musicales auprès de Fedele Fenaroli puis devient chef d'orchestre au Teatro della Pergola à Florence. Il enseigne aussi le chant à l'Instituto Musicale dans cette même ville.
Il est l'auteur de deux opéras, Il qui pro quo, créé à Rome en 1817, et Carlo Magno, créé à Florence en 1823. Il compose aussi de la musique de ballet.
En 1816, il compose l'aria « Manca un foglio » pour remplacer l'air de Bartolo « A un dotto della mia sorte » dans Le Barbier de Séville de Gioachino Rossini qui présentait des difficultés vocales, ce qui le rend célèbre. Cet aria a longtemps été conservé dans de nombreuses représentation de l'opéra.